# NGC 5854
NGC 5854 (другие обозначения — UGC 9726, MCG 1-39-1, ZWG 49.9, PGC 54013) — спиральная галактика с перемычкой в созвездии Девы.
Этот объект входит в число перечисленных в оригинальной редакции «Нового общего каталога».
В 1980 году в галактике обнаружена вспышка сверхновой типа I, позднее получившей обозначение SN1980P. Сверхновая открыта 20 марта 1980 года с блеском 15m, примерно через 20 дней после максимума.